# Gustav Hummer

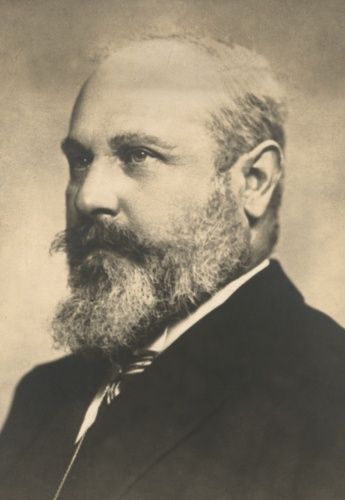
Gustav Hummer

Gustav Hummer (* 11. Dezember 1877 in Znaim, Mähren; † 17. November 1959 in Wien) war ein österreichisch-mährischer Politiker, Apotheker und Schriftsteller. Er war Abgeordneter zum Österreichischen Abgeordnetenhaus und Mitglied der Provisorischen Nationalversammlung.

## Leben
Hummer wurde als Sohn eines Notars geboren. Er besuchte das Gymnasium zunächst in Znaim, wechselte danach an die Gymnasien in Iglau bzw. in Prag und studierte schließlich Pharmazie und Staatswissenschaften an der Universität Wien. Er war Mitglied der K.Ö.St.V. Frankonia Wien und legte nach dem Magisterium der Pharmazie das Staatsexamen an der juristischen Fakultät ab. 1902 promovierte er zum Doktor. Er diente in der Folge aks Einjährig-Freiwilliger und war zuletzt im Rang eines Militär-Medizin-Beamten. Hummer arbeitete zwischen 1906 und 1909 als Apotheker in Znaim, bevor er 1910 nach Wien übersiedelte und dort eine Apotheke eröffnete.
Hummer engagierte sich für die Deutschradikale Partei und war Mitglied der mährischen Landesparteileitung und von 1907 an Aufsichtsrat des Südmährerbundes. Zudem fungierte er von 1908 bis 1909 als politischer Leiter des Deutschen Mahnrufes und war ab 1910 Vorstandsmitglied des deutsch-nationalen Vereins für Österreich. Des Weiteren wirkte er als leitendes Mitglied des Vereins „Freie deutsche Schule“ und war Mitglied in den Ausschüssen zahlreicher nationaler Vereine. Zudem verfasste er mehrere politische Werke und das „Deutschradikale Jahrbuch“. Hummer trat bei der Reichsratswahl 1911 im Wahlbezirk Böhmen 80 an und konnte sich in der Stichwahl gegen den sozialdemokratischen Kandidaten durchsetzen. Er war in der Folge bis 1918 Mitglied des Abgeordnetenhauses und gehörte als Mandatar eines deutschsprachigen Wahlkreises zwischen dem 21. Oktober 1918 und dem 16. Februar 1919 der Provisorischen Nationalversammlung an.
Er galt als „gewaltiger Redner und glänzender Jurist“ und gab zwischen 1928 und 1934 die „Freie Apothekerstimme“ heraus. Er wurde nach seinem Tod am 23. November 1959 auf dem Hietzinger Friedhof bestattet.